# Victor Capesius
Victor Capesius (Szerdahely, Austria-Hungría, febrero de 1907 - Göppingen, Alemania Occidental, 20 de marzo de 1985) fue un SS-Sturmbannführer nazi (mayor) y KZ-Apotheker (farmacéutico del campo de concentración) en los campos de concentración de Dachau (1943-1944) y Auschwitz (1944-1945).
En Auschwitz Capesius trabajó en estrecha colaboración con Josef Mengele y juntos estuvieron muy involucrados en la selección de los reclusos para las cámara de gas a partir de la primavera de 1944, cuando los judíos húngaros y transilvanos fueron enviados al campo. También controlaba y estaba a cargo de los productos químicos venenosos utilizados en el exterminio de los judíos, como el fenol y el Zyklon B.

## Biografía
Nacido en una familia sajona en Reußmarkt, Transilvania, hijo de médico y farmacéutica, Capesius comenzó sus estudios académicos en 1924 en la Universidad de Cluj después de graduarse de la escuela secundaria. Capesius obtuvo su licenciatura en farmacología general de la Universidad Rey Fernando I el 30 de junio de 1930. Trabajó para obtener un título en farmacia y luego se trasladó a la Universidad de Viena , donde en 1933 recibió su doctorado en Farmacia . Se casó en junio de 1934 y trabajó para una subsidiaria de IG Farben  vendiendo productos a médicos y farmacéuticos.

## Juicios de Auschwitz (1963-1965)
Un sobreviviente del campo, Hermann Langbein, y el primer fiscal judío de posguerra de Alemania, Fritz Bauer, insistieron en tratar de recopilar suficiente evidencia para presentar un caso contra Capesius. Como resultado de su trabajo, Capesius fue arrestado en Göppingen a principios de diciembre de 1959 y permaneció bajo custodia sin fianza. El 20 de agosto de 1965 fue acusado en los juicios de Auschwitz de Frankfurt por la comunidad del Landgericht Frankfurt am Main por ayudar e incitar al asesinato de al menos cuatro casos de 2.000 personas. Fue declarado culpable y condenado a nueve años de prisión. Capesius cumplió solo dos años y medio y fue liberado de prisión en enero de 1968.